# Destilando amor
Destilando amor es una telenovela mexicana producida por Nicandro Díaz para Televisa bajo licencia de Canal RCN, la cual fue transmitida en el horario estelar de El Canal de las Estrellas.
Está protagonizada por Angélica Rivera y Eduardo Yáñez, y con las participaciones antagónicas de Chantal Andere, Sergio Sendel, Martha Julia, Julio Camejo y Olivia Bucio. Cuenta además con las actuaciones estelares de Ana Patricia Rojo, Fernanda Castillo y los primeros actores Ana Martín, Alejandro Tommasi, Pedro Armendáriz Jr. y Martha Roth.
Es una adaptación de Kary Fajer de la segunda versión mexicana de Café, con aroma de mujer, una telenovela de RCN de Colombia de amor e intrigas en el ambiente de la tradición cafetalera colombiana. Para esta tercera versión, tras Cuando seas mía, Televisa puso como hilo argumental uno de sus productos más famosos, el tequila.

## Elenco
- Angélica Rivera - Teresa Hernández García "Gaviota" / Mariana Franco Villarreal de Montalvo
- Eduardo Yáñez - Rodrigo Montalvo Santos
- Sergio Sendel - Aarón Montalvo Iturbe
- Chantal Andere - Minerva Olmos de Montalvo
- Ana Martín - Clara Hernández García
- Martha Julia - Isadora Duarte Toledo de Montalvo
- Alejandro Tommasi - Bruno Montalvo Gil
- Ana Patricia Rojo - Sofía Montalvo Santos
- René Strickler - Dr. Alonso Santoveña
- Pedro Armendáriz Jr. - Irving Thomas
- Patricia Manterola - Erika Robledo
- Joana Benedek - Pamela Torreblanca
- Julio Alemán - Roberto Avellaneda
- Martha Roth - Pilar Gil Vda. de Montalvo
- José Luis Reséndez - Hilario Quijano
- Olivia Bucio - Fedra Iturbe de Montalvo
- Gustavo Rojo - Néstor Videgaray
- Jaime Garza - Román Quijano
- Alma Muriel - Ministerio Público
- Norma Lazareno - Nuria Toledo de Duarte
- Roberto Vander - Ricardo Duarte
- Raúl Padilla "Chóforo" - Crispín Castaño
- María Prado - Josefina "Jose" Chávez
- Fernanda Castillo - Daniela Montalvo Santos
- Julio Camejo - Francisco De la Vega y Chavero / Chávez
- Jan - Patricio Iturbe Solórzano
- Juan Peláez - Ministerio Público
- Luis Uribe - Lic. Lorenzo Oñate
- Julio Vega - Lic. Montesinos
- Juan Verduzco - Padre Cosme
- Manuel Landeta - Rosemberg
- Marco Uriel - Olavarría
- Ricardo Vera - Lic. Soto
- Gabriel de Cervantes - Longoria
- Teo Tapia - Gaspar Torreblanca
- Fabián Lavalle
- Zamorita - Brujo
- Carlos de la Mota - James O'Brien
- Bibelot Mansur - Acacia
- Mariana Ríos - Sanjuana Escajadillo de Quijano
- Adriana Laffan - Ofelia de Quijano
- Edgardo Eliezer - Elvis
- Yuliana Peniche - Margarita
- Silvia Ramírez - Lluvia Camargo
- Rubén Morales - Lic. Quintana
- Alicia Encinas - Bárbara de Torreblanca
- Miguel Galván - Carmelo
- Adalberto Parra - Melitón
- Julieta Bracho - Elvira
- Kelchie Arizmendi - Eduvina
- Pedro Weber "Chatanuga" - Othón Argüeyo
- Luis Couturier - Artemio Trejo[10]
- Virginia Gutiérrez - Altagracia Vda. De Trejo[11]
- Javier Ruán - Demetrio Urbán
- Rosangela Balbó - Josephine
- Toño Infante - Gelasio Barrales
- Jacqueline Voltaire - Felicity
- Ricardo Silva - Rolando
- Rebeca Mankita - Colette
- Juan Carlos Casasola - Lic. Grajales
- Salvador Ibarra - Lic. Medina
- Ricardo Kleinbaum - Lic. López
- Alejandro Aragón - Maximino Vallejo
- Rosita Bouchot - Flavia
- David Ostrosky - Eduardo Saldívar
- Hugo Macías Macotela - Arnulfo
- Jorge Ortiz de Pinedo - Renato
- Arturo Carmona - Alfredo Loyola
- Rafael del Villar - Eugenio Ferreira
- Erick Guecha - Nelson
- Malillany Marín - Albertina (Prostituta en París)
- Laura Flores - Priscila Yurente
- José Julián - Cantante
- Luis Mario Quiroz - Paulino Tejeiros
- Rebeca Manríquez - Agripina
- Milton Cortés - Socio Cubano de Aarón
- Felipe Nájera - Carlos
- Luis de Alba - Néstor
- Saraí Meza - Gaviota (niña)
- Jorge Vargas - Felipe Montalvo Gil
- Irma Lozano - Constanza Santos de Montalvo
- Manuel "Flaco" Ibáñez - Él Mismo
- Rafael Inclán - Cordeiro
- César Bono - Él Mismo
- Joaquín Cordero - Don Amador Montalvo
- David del Real - Piloto Aviador

## Equipo de producción
- Historia original - Fernando Gaitán
- Libreto - Kary Fajer
- Co-adaptación - Gerardo Luna
- Edición literaria - Rosario Velicia
- Coordinación literaria - Olivia Reyes
- Tema de entrada - “Por amarte”
- Intérprete - Pepe Aguilar
- Musicalización - Juan López, Miguel Ángel Mendoza
- Escenografía - Ricardo Navarrete
- Ambientación - Antonio Martínez
- Diseño de vestuario - Martha Leticia Rivera, Juan Manuel Martínez
- Relaciones públicas - Maleny Figueroa
- Gerente de producción - Valentín Rodríguez
- Coordinación artística - Rosario Romero Lucio
- Coordinación general - María del Carmen Marcos
- Edición - Susana Valencia Herrera, Pablo Peralta Monroy
- Diretores de cámaras - Bernardo Nájera Flores, Gabriel Vázquez Bulmán y Ernesto Arreola
- Director de escena en locación - Víctor Rodríguez
- Director adjunto - Ricardo de la Parra
- Director de escena - Miguel Córcega
- Director de escena invitado - Arturo Ripstein
- Jefe de producción en locación - Hugo A. Mayo
- Productores asociados - María del Carmen Marcos, J. Antonio Arvizu V.
- Productor ejecutivo - Nicandro Díaz González

## Banda sonora
1. Por Amarte - Pepe Aguilar
2. Ay Gaviota - Angélica Rivera
3. La Campirana - Música Incidental 7
4. Llegando a Ti - Angélica Rivera
5. Esos altos de Jalisco - Angélica Rivera
6. Campo abierto - Música Incidental 6
7. Esta triste guitarra - Pepe Aguilar
8. Penas del Alma - Angélica Rivera
9. Enamorándonos - Música Incidental 5
10. Cielo Rojo - Pepe Aguilar
11. Música del Campo - Música Incidental 4
12. Corazoncito tirano - Angélica Rivera
13. Échame a mí la culpa - Pepe Aguilar
14. Luz de Luna - Angélica Rivera
15. Ilusión de amarte - Música Incidental 3
16. El impedimento - Música Incidental 2
17. Poder y Soberbia - Música Incidental 1
18. Gaviota (Versión Jalisciense) - Angélica Rivera[12]

## Premios y nominaciones

### Premios TVyNovelas 2008
| Categoría                   | Persona                                             | Resultado |
| --------------------------- | --------------------------------------------------- | --------- |
| Mejor telenovela            | Nicandro Díaz González                              | Ganador   |
| Mejor actriz                | Angélica Rivera                                     | Ganadora  |
| Mejor actor                 | Eduardo Yáñez                                       | Ganador   |
| Mejor actriz antagónica     | Chantal Andere                                      | Ganadora  |
| Mejor actor antagónico      | Sergio Sendel                                       | Ganador   |
| Mejor actriz coestelar      | Martha Julia                                        | Nominada  |
| Mejor actor coestelar       | Alejandro Tommasi                                   | Ganador   |
| Mejor primer actor          | Julio Alemán                                        | Nominado  |
| Mejor primera actriz        | Ana Martín                                          | Ganadora  |
| Mejor historia o adaptación | Fernando Gaitán Kary Fajer Gerardo Luna             | Ganadores |
| Mejor dirección de escena   | Miguel Córcega Víctor Rodríguez Ricardo de la Parra | Ganadores |
| Mejor dirección de cámaras  | Ernesto Arreola                                     | Ganador   |

### Premios Oye! 2008
| Categoría                  | Ganador(-a/-es)                  |
| -------------------------- | -------------------------------- |
| Canción Popular del Año    | Por Amarte, Pepe Aguilar         |
| Revelación Popular del Año | Destilando Amor, Angélica Rivera |

### Premios Fama2007-2008
| Año  | Categoría                   | Persona           | Resultado |
| ---- | --------------------------- | ----------------- | --------- |
| 2008 | Mejor Villano               | Sergio Sendel     | Ganador   |
| 2008 | Mención Especial Honorífica | Carlos de la Mota | Ganador   |
| 2008 | Mejor Actriz de Reparto     | Ana Patricia Rojo | Ganadora  |

- Reconocimiento a la "Gaviota" por la proyección a nivel internacional generada por la Novela "Destilando Amor" al difundir la cultura de la más mexicana de las bebidas: el Tequila (fecha 2007)[13]

### TV Adicto Golden Awards
| Año  | Categoría                                    | Nominados                       | Resultado |
| ---- | -------------------------------------------- | ------------------------------- | --------- |
| 2008 | Mejor canción                                | Pepe Aguilar                    | Ganador   |
| 2008 | Mejor primera actriz                         | Ana Martín                      | Ganadora  |
| 2008 | Mejor protagonista femenina                  | Angélica Rivera                 | Ganadora  |
| 2008 | Mejor pareja                                 | Angélica Rivera y Eduardo Yánez | Ganadores |
| 2008 | Mejores libretos                             | Kary Fajer y Gerardo Luna       | Ganadores |
| 2008 | Mejor diseño de personajes                   | Kary Fajer y Gerardo Luna       | Ganadores |
| 2008 | Mejores locaciones                           | Nicandro Díaz                   | Ganador   |
| 2008 | Mejor telenovela mexicana                    | Nicandro Díaz                   | Ganador   |
| 2008 | Premio especial a la gran telenovela del año | Nicandro Díaz                   | Ganador   |

### Premios Palmas de Oro (Latinoamérica)
| Año  | Categoría                | Nominado (a)      | Resultado |
| ---- | ------------------------ | ----------------- | --------- |
| 2008 | Mejor Revelación del Año | Carlos de la Mota | Ganador   |

### Premios ACE2008
| Categoría                          | Persona           | Resultado |
| ---------------------------------- | ----------------- | --------- |
| Mejor telenovela                   | Nicandro Díaz     | Ganador   |
| Mejor actor de televisión escénica | Eduardo Yáñez     | Ganador   |
| Mejor co-actuación femenina        | Ana Patricia Rojo | Ganadora  |
| Mejor dirección de escena          | Miguel Córcega    | Ganador   |

### Premios Bravo 2008
| Categoría               | Persona                | Resultado |
| ----------------------- | ---------------------- | --------- |
| Mejor telenovela        | Nicandro Díaz González | Ganador   |
| Mejor actriz            | Angélica Rivera        | Ganadora  |
| Mejor actor             | Eduardo Yáñez          | Ganador   |
| Mejor actriz antagónica | Chantal Andere         | Ganadora  |
| Mejor actor antagónico  | Sergio Sendel          | Ganador   |

### Premios Furia Musical 2008
| Categoría                  | Ganador(-a/-es)                  |
| -------------------------- | -------------------------------- |
| Revelación Popular del Año | Destilando Amor, Angélica Rivera |